# Брюно Версавель
Брюно Версавель (фр. Bruno Versavel, нар. 27 серпня 1967, Діст) — бельгійський футболіст, що грав на позиції півзахисника.
Виступав, зокрема, за «Мехелен», з яким став чемпіоном Бельгії та володарем Суперкубка Європи, та «Андерлехт», вигравши з ними три чемпіонати, один Кубок та два Суперкубка Бельгії, а також національну збірну Бельгії, у складі якої був учасником чемпіонату світу 1990 року.

## Клубна кар'єра
У дорослому футболі дебютував 1985 року виступами за команду «Діст» зі свого рідного міста, в якій провів один сезон, взявши участь у 23 матчах другого дивізіону чемпіонату Бельгії. Після цього Брюно перебрався до вищого дивізіону і протягом 1986—1988 років захищав кольори клубу «Локерен».
Своєю грою за останню команду привернув увагу представників тренерського штабу клубу «Мехелен», до складу якого приєднався 1988 року. Відіграв за команду з Мехелена наступні чотири сезони своєї ігрової кар'єри. Більшість часу, проведеного у складі «Мехелена», був основним гравцем команди і виграв Суперкубок Європи 1988 року та чемпіонат Бельгії 1988/89.
У січні 1992 року уклав контракт з «Андерлехтом», у складі якого провів наступні п'ять з половиною років своєї кар'єри гравця. Граючи у складі «Андерлехта» також здебільшого виходив на поле в основному складі команди. За цей час тричі виборював титул чемпіона Бельгії, двічі Суперкубок Бельгії і один раз національний кубок.
Влітку 1997 році Версавель приєднався до італійської «Перуджі» з Серії В, але закріпитись у команді не зумів, тому вже взимку 1998 року перебрався до швейцарського «Лугано», де і дограв сезон.
1998 року він повернувся на батьківщину і грав за команди «Геренталс» та «Вербрудерінг Гел», а завершив ігрову кар'єру у нижчоліговій команді «Тюрнгаут», за яку виступав протягом 2000—2007 років.

## Виступи за збірну
12 жовтня 1988 року дебютував в офіційних матчах у складі національної збірної Бельгії в товариській грі проти Бразилії (1:2)
У складі збірної був учасником чемпіонату світу 1990 року в Італії, зігравши у трьох матчах, в тому числі у програному матчі 1/8 фіналу проти Англії (0:1).
Загалом протягом кар'єри у національній команді, яка тривала 8 років, провів у її формі 28 матчів, забивши 4 голи.

## Титули і досягнення
- Чемпіон Бельгії (4):

«Мехелен»: 1988/89
«Андерлехт»: 1992/93, 1993/94, 1994/95
- Володар Кубка Бельгії (1):

«Андерлехт»: 1983/84
- Володар Суперкубка Бельгії (2):

«Андерлехт»: 1993, 1995
- Володар Суперкубка УЄФА (1):

«Мехелен»: 1988